# Gustav Adolf von Klöden
Gustav Adolf von Klöden (Berlin, 1814. június 24. – Berlin, 1885. március 11.) német geográfus, Karl Friedrich von Klöden fia.

## Pályafutása
Tanulmányai végeztével beutazta Dél-Franciaországot, Görögországot és Olaszországot, 1840-ben a földrajz tanára lett a berlini ipariskolában, 1855-ben egyetemi tanárrá és 1870-ben a felső katonai vizsgáló bizottság tagjává nevezték ki. Nagy elterjedésnek örvendettek Repetitionskarten-jei (uo. 1867, 17 lap).

## Művei
- Das Stromsystem des oberen Nils (Berlin, 1856)
- Lehrbuch der Geographie (4. kiad., uo. 1867)
- Handbuch der Erdkunde (uo. 1857-62, 3 kötet; 4. kiad. 1882-85, 5 kötet)
- Das Areal der Hoch- und Tieflandschaften Europas (uo. 1873)
- Leitfaden beim Unterricht in der Geographie (7. kiad., uo. 1880)
- Kleine Schulgeographie (uo. 1874)